# 4743 Kikuchi
4743 Kikuchi eller 1988 DA är en asteroid i huvudbältet som upptäcktes den 16 februari 1988 av de båda japanska astronomerna Kazuro Watanabe och Tetsuya Fujii vid Kitami-observatoriet. Den är uppkallad efter Ryoko Kikuchi.
Asteroiden har en diameter på ungefär 4 kilometer.